# Geniostoma umbellatum
Geniostoma umbellatum là một loài thực vật thuộc họ Loganiaceae. Đây là loài đặc hữu của Papua New Guinea.